# Västerfärnebo distrikt
Västerfärnebo distrikt är ett distrikt i Sala kommun och Västmanlands län. Distriktet ligger omkring Västerfärnebo i nordöstra Västmanland och gränsar till Dalarna. 

## Tidigare administrativ tillhörighet
Distriktet inrättades 2016 och utgörs av Västerfärnebo socken i Sala kommun.
Området motsvarar den omfattning Västerfärnebo församling hade vid årsskiftet 1999/2000. 

## Tätorter och småorter
I Västerfärnebo distrikt finns två tätorter och tre småorter.

### Tätorter
- Salbohed
- Västerfärnebo

### Småorter
- Hedåker
- Rosshyttan
- Tvärhandsbäcken